# シカラムータ
シカラムータ（CICALA-MVTA）は、大熊亘（大熊ワタル）を中心とする日本のバンド。
1994年より、クラリネット奏者の大熊亘（大熊ワタル）をリーダーに活動を始めた「大熊亘ユニット」を、1997年に「CICALA-MVTA（シカラムータ）」と命名。明治・大正期に活躍した演歌師・添田唖蝉坊の墓碑銘にちなんでいる。

## 来歴
1994年、絶対零度、ルナパーク・アンサンブルなどのポストパンク・バンドで活動した大熊亘（大熊ワタル）をリーダーに「大熊亘ユニット」として活動開始。
1997年、「CICALA-MVTA（シカラムータ）」とバンド名を命名。
1998年、1st.アルバム『シカラムータ』を発表。
1999年、ヨーロッパでのCD配給開始。横浜寿町フリーコンサートに出演（翌年も出演）。
2000年、ロンドン・ロイヤル・フェスティバル・ホールで行われたブラーの前座を皮切りにした夏のヨーロッパ8ヶ国20数ヶ所にわたるツアーで反響を呼ぶ。ドイツ・ルドルシュタット「Tanz&Folk Festival」にも出演。
2001年、2nd.アルバム『凸凹 DEKO-BOKO』を発表。ロンドン・バービカン・センター「Urbanbeat Festival」に出演。
2002年、再びヨーロッパのフェスティバル巡業し、デンマーク「Roskilde Festival」、アムステルダム「Roots Festival」に出演。
2003年、フジロック・フェスティバルに出演。
2004年、3rd.アルバム『GHOST CIRCUS』を発表。
2005年、ライブ・アルバム『生蝉★CICALA-MVTA★LIVE!2006』発表。台北市主催「Taipei Art Festival」に出演、2日間の単独公演。
2006年、ウィーン市「イマジナリー・バルカン・フェスティバル」に招待されメインアクトをつとめる。
2007年、シカラムータなどに着想を得た小説「mit tuba」（瀬川深）が太宰治賞受賞。（筑摩書房から刊行にあたり「チューバはうたう」と改題。）
2010年、4th.アルバム『裸の星 THE NAKED PLANET』を発表。
2014年、20周年記念ライブアルバム『LIVE at 磔磔』を発表。
2015年、20周年記念アンソロジー（ベスト・アルバム）『NON e MVTA』を発表。
2016年、フランスの前衛ロック・フェスティバル「RIO（Rock in Opposition）2016」に出演。
また、シカラムータの別働隊である、大熊ワタル、こぐれみわぞうを中心とする「ジンタらムータ（Jinta-la-Mvta）」も2004年から活動中で、2012年にLIKKLE MAIとのコラボ・シングル『平和に生きる権利』、2014年に初のアルバム『Dies Irae 怒りの日』を発表。
さらに大熊ワタル等は、ソウル・フラワー・ユニオンの別働隊であるチンドン楽団の「ソウル・フラワー・モノノケ・サミット」、「ソウルシャリスト・エスケイプ」にも参加している。

## メンバー
- 大熊ワタル（クラリネット）＊絶対零度、ルナパーク・アンサンブル、ピヂンコンボ、オルケスタ・デル・ビエント、蠱的態、ILL BONE、ソウル・フラワー・モノノケ・サミット、ソウルシャリスト・エスケイプ、ジンタらムータ
- 関島岳郎（チューバ）＊コンポステラ、くじらドラゴンオーケストラ、オルケスタ・デル・ビエント、THE THRILL、ストラーダ、栗コーダーカルテット
- 植村昌弘（ドラムス）
- 坂本弘道（チェロ）
- 桜井芳樹（ギター）＊ミスター・クリスマス、ロンサム・ストリングス、ストラーダ、小松亮太＆ザ・タンギスツ、ワールド・スタンダード
- 太田惠資（ヴァイオリン）
- 吉田達也（ドラムス）＊YBO2、RUINS、高円寺百景、是巨人、サンヘドリン、ペインキラー、アシッド・マザー・ゴング
- 川口義之（サックス）＊渋さ知らズ、栗コーダーカルテット
- 渡辺明子（トロンボーン）＊ジンタらムータ
- 北陽一郎（トランペット）＊渋さ知らズ
- 佐藤芳明（アコーディオン）＊ガレージシャンソンショー、Salle Gaveau
- ギデオン・ジュークス（チューバ）＊渋さ知らズ
- こぐれみわぞう（チンドン太鼓）＊ソウル・フラワー・モノノケ・サミット、ジンタらムータ

## ディスコグラフィー

### シカラムータ（CICALA-MVTA）
アルバム
- 「シカラムータ」（1998,Respect Record）
- 「凸凹 DEKO-BOKO」（2001,Respect Record）
- 「GHOST CIRCUS」（2004,Little More Records）
- 「生蝉★CICALA-MVTA★LIVE!2006」（2006,Little More Records）＊ライブ・アルバム
- 「裸の星 THE NAKED PLANET」（2010,Rough Music）
- 「CICALA-MVTA結成20周年記念 LIVE at 磔磔」（2014,Super Fuji Discs）＊ライブ・アルバム
- 「CICALA-MVTA Non e Muta」（2015,Super Fuji Discs）＊2枚組ベスト・アルバム

### 大熊亘
アルバム
- 「豚の報い」（2000,Respect Record）＊崔洋一監督の映画「豚の報い」サウンドトラック

### ジンタらムータ（Jinta-la-Mvta）
シングル
- 「平和に生きる権利」（2012,MK&RM）＊ジンタらムータ with リクルマイ

アルバム
- 「Dies Irae 怒りの日」（2014,Super Fuji Discs）
- 「Songs from the other side」（日本で未流通）
- 「Live in Japan Frank London」（日本で未流通）

## 関連書籍
- 「ラフミュージック宣言」大熊ワタル著、インパクト出版会、2001年 ISBN 4755401100
- 「我方他方 サックス吹き・篠田昌已読本」大熊ワタル著、共和国、2002年 ISBN 9784907986032